# Echem
Echem er en kommune i den nordlige centrale del af Landkreis Lüneburg i den tyske delstat Niedersachsen, og den er en del af Samtgemeinde Scharnebeck.

## Geografi
Echem ligger ligger omkring 9 km nordøst for Lüneburg og vest for naturpark Elbufer-Drawehn; floden Neetze danner en del af kommunens sydgrænse.